# 956-os busz (Budapest)
A budapesti 956-os jelzésű éjszakai autóbusz Hűvösvölgy és Pécel, Kun József utca között közlekedik, ezzel az egyik leghosszabb vonalú budapesti éjszakai buszjárat. A vonalat a Budapesti Közlekedési Zrt. és a MÁV Személyszállítási Zrt. üzemelteti. 

## Története
956-os éjszakai járat először 2000. november 2-án közlekedett korábbi szolgálati járat helyett a Moszkva tér és Adyliget között. Az Örs vezér tere és Rákoskeresztúr, városközpont között 1994. április 1-jén indult az első éjszakai járat, 61É jelzéssel. 2005. szeptember 1-jével, a budapesti éjszakai tömegközlekedés teljes átalakításával ezt a járatot három különböző buszjárattá bővítették: a 911-es Rákoskeresztúr városközpont – Csatárka utca – Moszkva tér, a 921-es Rákoskeresztúr és Normafa, a 956-os pedig új útvonalon, Rákoskeresztúr, városközpont és Hűvösvölgy között, Remetekertváros körüljárásával közlekedett.
A buszjáratot a jelenlegi – a várost teljesen keresztülszelő – formában a Budapesti Közlekedési Zrt. 2009. augusztus 22-i paraméterkönyv-módosításával hozták létre, egyesítve vele a korábban rövidebb 956-os járatot és a megszűnő 969-es vonalat.
2020. november 10-én üzemkezdettől az új Fehér úti buszsáv elkészültével nem érinti a Fehér úti ipari park megállóhelyet Pécel felé.

## Útvonala
| Pécel, Kun József utca felé | Hűvösvölgy felé |
| --- | --- |
| Hűvösvölgy vá. – Hűvösvölgyi út – Szilágyi Erzsébet fasor – Széll Kálmán tér – Krisztina körút – Attila út – Dózsa György tér – Krisztina körút – Döbrentei tér – Erzsébet híd – Szabad sajtó út – Ferenciek tere – Kossuth Lajos utca – Astoria – Rákóczi út – Blaha Lujza tér – Rákóczi út – Baross tér – Kerepesi út – Fogarasi út – Nagy Lajos király útja – Örs vezér tere – Fehér út – Élessarok – Dreher Antal út – Jászberényi út – felüljáró – Pesti út – Rákoskeresztúr, városközpont – Pesti út – Kucorgó tér – Zrínyi utca – Péceli út – Pécel, Pesti út – Rét utca – Állomás utca – Baross utca – Ráday Gedeon tér – Kovács utca – Maglódi út – Pécel, Kun József utca vá. | Pécel, Kun József utca vá. – Maglódi út – Kovács utca – Ráday Gedeon tér – Baross utca – Állomás utca – Rét utca – Pesti út – Péceli út – Zrínyi utca – Csabagyöngye utca – Lemberg utca – Péceli út – Csabai út – Pesti út – Rákoskeresztúr, városközpont – Pesti út – felüljáró – Jászberényi út – Dreher Antal út – Élessarok – Fehér út – Örs vezér tere – Nagy Lajos király útja – Fogarasi út – Kerepesi út – Baross tér – Rákóczi út – Blaha Lujza tér – Rákóczi út – Astoria – Kossuth Lajos utca – Ferenciek tere – Szabad sajtó út – Erzsébet híd – Döbrentei tér – Attila út – Krisztina körút – Széll Kálmán tér – Szilágyi Erzsébet fasor – Hűvösvölgyi út – Hidegkúti út – Máriaremetei út – Hidegkúti út – Hűvösvölgyi út – Hűvösvölgy vá. |

## Megállóhelyei
| 0                                   | Hűvösvölgy végállomás                              | 111 | 963, 964 |
| ∫                                   | Bátori László utca                                 | 109 | 963, 964 |
| ∫                                   | Hunyadi János utca                                 | 108 | 964 |
| ∫                                   | Kossuth Lajos utca                                 | 107 | 964 |
| ∫                                   | Kölcsey utca                                       | 106 | 964 |
| ∫                                   | Mikszáth Kálmán utca                               | 105 | 964 |
| ∫                                   | Községház utca                                     | 104 | 964 |
| ∫                                   | Templom utca (Kultúrkúria)                         | 104 | 964 |
| ∫                                   | Solymári elágazás                                  | 103 | 964 |
| ∫                                   | Gyarmati Dezső Uszoda                              | 102 | |
| ∫                                   | Máriaremetei kegytemplom                           | 101 | |
| ∫                                   | Csatlós utca                                       | 100 | |
| ∫                                   | Kerényi Frigyes utca                               | 99  | |
| ∫                                   | Turul utca (kishíd)                                | 98  | |
| ∫                                   | Széchenyi utca                                     | 97  | 963 |
| ∫                                   | Bükkfa utca                                        | 96  | 963 |
| ∫                                   | Bátori László utca                                 | 95  | 963, 964 |
| 2                                   | Csibor utca                                        | 94  | |
| 2                                   | Nyéki út                                           | 94  | |
| 3                                   | Lipótmezei út                                      | 93  | |
| 4                                   | Szerb Antal utca                                   | 92  | |
| 5                                   | Bölöni György utca                                 | 91  | |
| 6                                   | Kelemen László utca                                | 90  | |
| 7                                   | Akadémia                                           | 89  | |
| 8                                   | Budagyöngye                                        | 88  | 922, 922B |
| 9                                   | Nagyajtai utca                                     | 87  | 922, 922B |
| 10                                  | Szent János Kórház                                 | 86  | 922, 922B |
| 11                                  | Városmajor                                         | 85  | 922, 922B |
| 11                                  | Nyúl utca                                          | 84  | 922, 922B |
| ∫                                   | Széll Kálmán tér M (a Margit körút északi oldalán) | 82  | 922, 922B, 960, 990 |
| 18                                  | Széll Kálmán tér M (a Margit körút déli oldalán)   | 82  | 6 916, 922, 922B, 960, 990 |
| 20                                  | Széll Kálmán tér M (Csaba utca)                    | 74  | 960, 990 |
| 21                                  | Körmöci utca                                       | 73  | |
| 21                                  | Korlát utca                                        | 72  | |
| 22                                  | Mikó utca                                          | ∫   | |
| 23                                  | Alagút utca                                        | 71  | 916 |
| 24                                  | Dózsa György tér                                   | 69  | 916 |
| ∫                                   | Szarvas tér                                        | 68  | 916, 990 |
| 25                                  | Döbrentei tér                                      | 67  | 907, 908, 908A, 973, 973A |
| 25                                  | Március 15. tér                                    | 66  | 907, 908, 908A, 973, 973A |
| 26                                  | Ferenciek tere M                                   | 66  | 907, 908, 908A, 973, 973A |
| 33                                  | Astoria M                                          | 65  | 100E 907, 907A, 908, 908A, 909, 909A, 914, 914A, 916, 931, 931A, 934 (hétvége hajnalban), 950, 950A, 973, 973A, 979, 979A, 990 |
| 33                                  | Uránia                                             | 59  | 907, 907A, 908, 908A, 916, 931, 931A, 973, 973A, 990                                                                           |
| 35                                  | Blaha Lujza tér M                                  | 58  | 6 907, 907A, 908, 908A, 923, 931, 931A, 973, 973A, 990                                                                         |
| 36                                  | Huszár utca                                        | 56  | 907, 907A, 908, 908A, 931, 931A, 973, 973A, 990                                                                                |
| 38                                  | Keleti pályaudvar M                                | 55  | 907, 907A, 908, 908A, 931, 931A, 973, 973A, 990 S60 S80 (hétköznap 23:55 és 0:55 között, hétvégén 23:55 és 1:50 között)        |
| 39                                  | Arena Mall bevásárlóközpont                        | 53  | 908, 908A, 931, 931A, 990 |
| 40                                  | Gumigyár                                           | 52  | 908, 908A, 931, 931A, 990 |
| 42                                  | Puskás Ferenc Stadion M                            | 50  | 901, 908, 908A, 918, 931, 931A, 990                                                                                            |
| ∫                                   | Őrnagy utca                                        | 49  | 908, 908A, 931, 990 |
| 43                                  | Várna utca                                         | 48  | 908, 908A, 931, 931A, 990 |
| 44                                  | Pillangó utca                                      | 47  | 908, 908A, 931, 931A, 990 |
| 45                                  | Róna utca                                          | 46  | 908, 908A, 931, 931A, 990 |
| 46                                  | Kaffka Margit utca                                 | 45  | 908, 908A, 931, 931A, 990 |
| 47                                  | Pongrátz Gergely tér                               | 45  | 907, 908, 908A, 931, 931A, 990                                                                                                 |
| 48                                  | Bánki Donát utca (↓) Tihamér utca (↑)              | 44  | 908, 908A, 931, 931A, 990 |
| 50                                  | Örs vezér tere M+H                                 | 43  | 907, 908, 908A, 931, 990 419 (hétvége hajnalban)                                                                               |
| ∫                                   | Fehér úti ipari park                               | 41  | 990 |
| 52                                  | Terebesi utca                                      | 40  | 990 |
| 56                                  | Élessarok                                          | ∫   | 909, 990 |
| 56                                  | Sörgyár                                            | 40  | 909, 990 |
| 57                                  | Maglódi út                                         | 36  | 990 |
| 58                                  | Orion                                              | 35  | 990 |
| 58                                  | Téglavető utca                                     | 35  | 990 |
| 59                                  | Tárna utca                                         | 34  | 990 |
| 60                                  | Rákos vasútállomás                                 | 33  | 990 S60 S80 (hétköznap éjfél és 1:06 között, hétvégén éjfél és 2:00 között)                                                    |
| 61                                  | Athenaeum Nyomda (↓) Kozma utca (↑)                | 32  | 968, 990 |
| 61                                  | Kossuth Nyomda                                     | 31  | 968, 990 |
| 62                                  | Legényrózsa utca                                   | 30  | 968, 990 |
| 63                                  | Rézvirág utca                                      | 29  | 968, 990 |
| 63                                  | Dombhát utca                                       | 29  | 968, 990 |
| 64                                  | 501. utca                                          | 28  | 968, 990 |
| 64                                  | Akadémiaújtelep vasútállomás                       | 28  | 968, 990 S80 (éjfél és 1:10 között)                                                                                            |
| 65                                  | 509. utca                                          | 27  | 968, 990 |
| ∫                                   | Keresztúri út                                      | 26  | 968, 990 |
| 65                                  | 513. utca                                          | ∫   | 968, 990 |
| 66                                  | Borsó utca                                         | 26  | 968, 990 |
| 67                                  | Kis utca                                           | 25  | 968, 990 |
| 68                                  | Bakancsos utca                                     | 23  | 908, 908A, 990, 998 |
| 70                                  | Szent Kereszt tér                                  | 23  | 908, 908A, 990, 998 |
| 77                                  | Rákoskeresztúr, városközpont                       | 22  | 908, 980, 990, 998 |
| 78                                  | Mezőtárkány utca                                   | ∫   | 990 |
| 79                                  | Oroszvár utca                                      | ∫   | 990 |
| 79                                  | Sági utca                                          | ∫   | 990 |
| 80                                  | Tápióbicske utca                                   | ∫   | 990 |
| 80                                  | Kisvárda utca                                      | ∫   | 990 |
| 81                                  | Vécsey Ferenc utca                                 | ∫   | 990 |
| 82                                  | Kucorgó tér                                        | ∫   | 990 |
| 83                                  | Nagyszentmiklósi út                                | ∫   | 990 |
| 84                                  | Császárfa utca                                     | ∫   | 990 |
| 84                                  | Regélő utca                                        | ∫   | 990 |
| ∫                                   | Szárny utca                                        | 18  | 990 |
| ∫                                   | Szabadság sugárút                                  | 17  | 990 |
| ∫                                   | Péceli út                                          | 16  | 990 |
| ∫                                   | Lemberg utca                                       | 15  | |
| ∫                                   | Óvónő utca                                         | 14  | |
| 85                                  | Alsódabas utca                                     | 13  | 990 |
| 86                                  | Csaba vezér tér                                    | 12  | 990 |
| 87                                  | Czeglédi Mihály utca                               | 11  | |
| 88                                  | Pöröly utca                                        | 10  | |
| 89                                  | Ebergény utca                                      | 9   | |
| 89                                  | Színes utca                                        | 9   | |
| Budapest–Pécel közigazgatási határa |                                                    |     | |
| 90                                  | Pécel, Pesti út 110.                               | 8   | |
| 91                                  | Határ utca                                         | 7   | |
| 92                                  | Faiskola utcai átjáró                              | 6   | |
| 92                                  | Orvosi rendelő                                     | 5   | |
| 93                                  | Köztársaság tér                                    | 4   | |
| 94                                  | Pécel vasútállomás                                 | 3   | S80 |
| 95                                  | Ráday Gedeon tér                                   | 2   | |
| 96                                  | Kossuth tér                                        | 2   | |
| 97                                  | Szent Imre körút                                   | 1   | |
| 98                                  | Árpád utca                                         | 0   | |
| 99                                  | Pécel, Kun József utca végállomás                  | 0   | |

Jegyek és bérletek érvényessége:
Vonaljegy: Hűvösvölgy – Pécel, Kun József utca
Budapest-bérlet és Budapest-jegyek: Hűvösvölgy – Színes utca
Környéki bérlet és környéki helyközi vonaljegy: Színes utca – Pécel, Kun József utca
Környéki helyi bérlet: Pécel, Pesti út 110. – Pécel, Kun József utca